# Bar Bahar
Bar Bahar (arabisch بَر بَحَر, translit. Bar Bahar (Erde und Meer); hebräisch לא פה, לא שם, translit. Lo scham, Lo po pur (Nicht hier, nicht dort); internationaler Titel: In Between) ist ein israelisch-französisches Filmdrama aus dem Jahr 2016 und das Spielfilmdebüt der Regisseurin Maysaloun Hamoud, die auch das Drehbuch verfasste.
Der Film erzählt von drei jungen palästinensischen Frauen, die im israelischen Tel Aviv zusammenwohnen, mit ihrem Leben im Spannungsfeld zwischen kultureller Offenheit, sexueller Freiheit und den Zwängen der Tradition.

## Handlung
Die Palästinenserinnen Laila und Salma leben zusammen in einer WG in Tel Aviv. Laila ist Rechtsanwältin, Salma DJ und Barkeeperin, und beide genießen ihre Freiheiten im Nachtleben von Tel Aviv. Als ein Zimmer frei wird, zieht Noor, eine Muslima aus Umm al-Fahm, fleißige IT-Studentin in Tel Aviv und verlobt mit dem konservativen Wissam, in die WG ein. Trotz ihrer Unterschiede solidarisieren sich die drei Frauen in ihrem Streben nach Freiheit und Selbstbestimmung und den damit einhergehenden Konflikten mit den tradierten Rollenvorstellungen, sozialer Kontrolle und entgegengebrachten Vorurteilen in der jüdischen Gesellschaft.
Laila hadert mit den patriarchalischen Ansichten ihres sich nur als scheinbar progressiv enttarnenden Freundes. Salma gerät in Konflikt mit ihrer eigentlich liberal eingestellten, christlichen Familie, als sie ihre Freundin zu einem Wochenendbesuch mitbringt. Und Noor, die ihr Studium und – angesteckt von ihren Mitbewohnerinnen – ihre neu gewonnenen Freiheiten nicht aufgeben will, sieht sich mehr und mehr von ihrem strenggläubigen Verlobten in die Enge gedrängt. Als Wissam Noor vergewaltigt, schmieden die drei Freundinnen einen Plan, es ihm heimzuzahlen.

## Produktion
Drehbuchautorin und Regisseurin Maysaloun Hamoud und der leitende Produzent Shlomi Elkabetz nahmen mit dem Filmprojekt im Jahr 2015 an dem Jerusalem Pitch Point, der im Rahmen des Jerusalem Film Festival in Kooperation mit dem Israel Film Fund und dem Jerusalem Film & Television Fund ausgetragen wird und die finanzielle und kreative Förderung vielversprechender israelischer Filmprojekte als Ziel hat, teil.
Bar Bahar gewann dabei den YAPIMLAB Award und den IFP-Brooklyn Award und erhielt entsprechende finanzielle Förderung sowie Unterstützung im Bereich der Produktion.
Der Film entstand in israelisch-französischer Koproduktion unter Leitung der beiden Produktionsfirmen Deux Beaux Garçons Films und En Compagnie des Lamas.
Bei der Besetzung der Rollen suchten Riyad Sliman und Maysaloun Hamoud bewusst nach authentischen, auf die einzelnen Figuren zutreffenden Schauspielern mit wenig Erfahrung und griffen hauptsächlich auf Theaterschauspieler zurück. Sana Jammalieh, die die Figur der Salma spielte, und Aiman Daw, der die Nebenfigur des Saleh darstellte, hatten bis dahin keinerlei Schauspielerfahrung.
Premiere feierte Bar Bahar auf dem Toronto Film Festival am 11. September 2016.

## Rezeption
Aufgrund der Darstellung der progressiven palästinensischen Untergrundszene in Israel und der offenen Thematisierung von Clubkultur, Drogenkonsum und Homosexualität – ein Novum im palästinensischen Kino – stieß der Film in konservativen Kreisen auf große Kritik. Der Bürgermeister der israelischen Stadt Umm al-Fahm, aus der die fiktive Figur Noor stammt, erklärte den Film Bar Bahar für Harām. Maysaloun Hamoud erhielt in den Monaten nach der Veröffentlichung des Films zahlreiche Todesdrohungen.
Für eben diese authentische Darstellung des alltäglichen Lebens junger, moderner palästinensischer Frauen in Israel, die sich zwischen dem offenen Genuss ihrer Freiheiten, kulturellen Vorurteilen und vor dem ständigen Hintergrund tradierter Wertevorstellungen ihrer Familien bewegen, für die Darstellung der Suche nach Selbstbestimmung im Leben zwischen zwei Welten, wurden Bar Bahar und Maysaloun Hamoud von Kritikern gefeiert und mit zahlreichen Preisen ausgezeichnet.

„Für mich liegt die Gegensätzlichkeit nicht zwischen Orient und Okzident, sondern zwischen Konservativen und Liberalen.“

Bei Rotten Tomatoes konnte der Film 98 Prozent der Kritiker überzeugen (Stand: Januar 2018).

## Auszeichnungen und Nominierungen
Toronto International Film Festival 2016
- NETPAC Award

San Sebastián International Film Festival 2016
- Premio Sebastiane
- Eroksi Youth Award
- TVE - “Otra Mirada” Award
- CICAE Art Cinema Award

Zagreb Film Festival 2016
- Special Mention Award in der Kategorie Bester Spielfilm
- VIP Audience Award in der Kategorie Bester Film

Haifa International Film Festival 2016
- The Danny Lerner Award for Best Debut Feature Film für Maysaloun Hamoud
- The Fedeora Award for Artistic Achievement in an Israeli Feature Film für Mouna Hawa, Sana Jammalieh und Shaden Kanboura
- Audience Award

Palm Springs International Film Festival 2017
- nominiert für
  - New Voices / New Visions Award

Festival international du premier film d’Annonay 2017
- Grand Prix
- Prix du public

Kosmorama, Trondheim Internasjonale Filmfestival 2017
- New Directors Award für Maysaloun Hamoud

International Istanbul Film Festival 2017
- FIPRESCI-Preis
- nominiert für
  - Grand Prix: Goldene Tulpe

Berkshire International Film Festival 2017
- Jury Award in der Kategorie Bester Spielfilm

Cinetopia Film Festival 2017
- Festival Director’s Award in der Kategorie Bester Spielfilm

Odessa Film Festival 2017
- nominiert für
  - Grand Prix: The Golden Duke

World Cinema Amsterdam 2017
- nominiert für
  - Special Mention Award

Ophir Award 2017
- Beste Hauptdarstellerin für Shaden Kanboura
- Beste Nebendarstellerin für Mouna Hawa
- nominiert für
  - Bester Film
  - Beste Regie für Maysaloun Hamoud
  - Bestes Drehbuch für Maysaloun Hamoud
  - Beste Kamera für Itay Gross
  - Bester Schnitt für Lev Goltser und Nili Feller
  - Beste Kostüme für Li Alembik
  - Bestes Make-Up für Ziv Katanov
  - Bestes Casting für Riyad Sliman und Maysaloun Hamoud
  - Bester Ton für Tuli Chen und Itzik Cohen
  - Bestes Szenenbild für Hagar Brotman